# Nikolaus Friedreich
Nikolaus Friedreich (Wurzburgo, 1 de julio de 1825 - Heidelberg, 6 de julio de 1882) fue un anatomopatólogo y neurólogo alemán.

## Biografía
Constituye la tercera generación de médicos en la familia Friedreich. Su padre era el psiquiatra Johann Baptist Friedreich (1796-1862), y su abuelo era el anatomopatólogo Nicolaus Anton Friedreich (1761-1836), quien es recordado por su primera descripción de la parálisis facial idiopática, que más tarde sería conocida como la parálisis de Bell.
En la primera parte de su carrera estudió y ejerció la medicina en la Universidad de Wurzburgo, bajo la tutela de célebres médicos como el fisiólogo Albert von Kölliker y el patólogo Rudolf Virchow. Más tarde se convirtió en profesor de anatomía patológica en dicha universidad. En 1858 fue nombrado profesor de patología y terapia en la Universidad de Heidelberg, donde permaneció durante el resto de su carrera. Algunos de sus estudiantes y asistentes más conocidos fueron Adolf Kussmaul, Wilhelm Heinrich Erb y Friedrich Schultze.
Friedreich investigó y estableció correlaciones patológicas, sobre todo entre de la distrofia muscular, la ataxia espinocerebelosa y los tumores cerebrales. Es recordado principalmente por la ataxia de Friedreich, que identificó en 1863, y consiste en una enfermedad degenerativa donde la esclerosis de la médula espinal afecta el habla, el equilibrio y la coordinación.

## Epónimos asociados
- Ataxia de Friedreich: una enfermedad hereditaria caracterizada por breves y bruscas contracciones musculares en los músculos proximales de las extremidades.
- Pie de Friedreich o pie cavo: arqueamiento anormalmente alto del pie
- Signo de Friedreich: colapso de las venas cervicales que estaban previamente distendidas durante una diástole, y está causada por un pericardio adherente.
- Cambio de sonido de Friedreich: plazo para la diferencia en la tensión (tono de la nota de percusión) en la pared del cavum durante la espiración y la inspiración.
- Enfermedad de Friedreich-Auerbach: hipertrofia de la lengua, las orejas y los rasgos faciales. Denominada junto con el anatomista Leopold Auerbach
- Síndrome de Friedreich-Erb-Arnold: Un síndrome osteodermotológico caracterizado por un crecimiento excesivo del cuero cabelludo, una hipertrofia facial, engrosamiento digital debido a una hiperplasia de los tejidos blandos, manos y pies alargados, y elefantiasis. Denominado junto con Wilhelm Erb y Julius Arnold (1835-1915).

## Publicaciones principales
- Beiträge zur Lehre von den Geschwülsten innerhalb der Schädelhöhle. Tesis doctoral, 1853.
- Ein neuer Fall von Leukämie. Berlín: Virchow's Archiv für pathologische Anatomie und Physiologie und für klinische Medicin. 1857; 12: 37-58. (Primera descripción de la leucemia aguda)
- Die Krankheiten der Nase, des Kehlkopfes, der Trachea, der Schild- und Thymusdrüse. En: Virchow’s Handbuch der speciellen Pathologie und Therapie. 1858. (Enfermedades de la nariz, la laringe, la tráquea, la tiroides y el timo).
- Ein Beitrag zur Pathologie der Trichinenkrankheit beim Menschen. Berlín: Virchow's Archiv für pathologische Anatomie und Physiologie und für klinische Medicin. 1862; 25:399-413. (Una contribución a la patología de la triquinosis en humanos).
- Die Krankheiten des Herzens. Erlangen: Virchow’s Handbuch der speciellen Pathologie und Therapie. 1854; 5, 1 Abt:385-530. 2nd edition, Erlangen: F. Enke; 1867. (Enfermedades del corazón).
- Ueber degenerative Atrophie der spinalen Hinterstränge. Berlín: Virchow's Archiv für pathologische Anatomie und Physiologie und für klinische Medicin. 1863; (A)26: 391, 433. (Sobre la atrofia degenerativa de la columna dorsal).
- Ueber Ataxie mit besonderer berücksichtigung der hereditären Formen. Berlín: Virchow's Archiv für pathologische Anatomie und Physiologie und für klinische Medicin; 1863. (Sobre la ataxia con especial referencia a formas hereditarias).
- Die Heidelberger Baracken für Krigesepidemien während des Feldzuges 1870 und 1871. Heidelberg, 1871.
- Ueber progressive Muskelatrophie, über wahre und falsche Muskelatrophie. Berlín, 1873.
- Der acute Milztumor und seine Beziehungen zu den acuten Infektionskrankheiten. Leipzig: Volkmann’s Sammlung klinischer Vorträge; 1874.
- Paramyoklonus multiplex. Berlín: Virchow's Archiv für pathologische Anatomie und Physiologie, und für klinische Medicin. 1881; 86:421-30. (Primera descripción de paramyoklonus multiplex, o enfermedad de Friedreich).